# لانس ماکلین
لانس ماکلین (به انگلیسی: Lance Macklin) (زادهٔ ۲ سپتامبر ۱۹۱۹ در لندن، درگذشتهٔ ۲۹ اوت ۲۰۰۲ در کنت) رانندهٔ بریتانیایی مسابقات فرمول یک اهل انگلستان بود. او از ۱۸ مهٔ ۱۹۵۲ در ۱۵ گراند پری قهرمانی جهان فرمول یک شرکت کرد.